# جوزيف غاردنر سويفت
جوزيف غاردنر سويفت (بالإنجليزية: Joseph Gardner Swift) هو مهندس وجندي أمريكي، ولد في 31 ديسمبر 1783 في نانتوكيت في الولايات المتحدة، وتوفي في 22 يوليو 1865 في جنيف في الولايات المتحدة.